# 유대인 자치주의 행정 구역
다음은 러시아 유대인 자치주의 행정 구역에 관한 설명이다.
- 주 지정 도시
  - 비로비잔 (Биробиджан) (중심지)
- 군
  - 비로비잔스키군 (Биробиджанский)
  - 레닌스키군 (Ленинский)
  - 오블루첸스키군 (Облученский)
    - 오블루치예 시 (Облучье)
    - 비라 (Бира)
    - 비라칸 (Биракан)
    - 이즈베스트코비 (Известковый)
    - 힌간스크 (Хинганск)
    - 쿨두르 (Кульдур)
    - 론도코 (Лондоко)
    - 테플로오조르스크 (Теплоозёрск)

  - 옥탸브리스키군 (Октябрьский)
  - 스미도비치스키군 (Смидовичский)
    - 니콜라옙카 (Николаевка)
    - 프리아무르스키 (Приамурский)
    - 스미도비치 (Смидович)
    - 볼로차옙카-2 (Волочаевка-2)